# خطاب المطالب
خطاب مطالب العلماء ويعرف إختصاراً بـ خطاب المطالب هو خطاب وُجِّه إلى الملك فهد بن عبد العزيز آنذاك في شهر شوال عام 1411 هـ الموافق لشهر مايو 1991، والذي وقع عليه مجموعة من علماء الدين السعوديين بلغ عددهم 400 عالم وطالب علم، وطالبوا بإنشاء مجلس للشورى، وتحقيق المساواة بين المواطنين، وعدالة توزيع المال العام، وبناء جيش قوي متكامل، وسياسة خارجية بعيدة عن التحالفات المخالفة للشرع.
في عام 2014 أي بعد 23 عاماً من توجيه الخطاب، أعاد نشطاء سعوديون نشر ما عُرف بخطاب المطالب عبر مواقع التواصل الاجتماعي المختلفة، ونقل بعض من نشر الخطاب أن هذا الخطاب يعتبر أول عريضة إصلاحية وحقوقية تم نشرها في السعودية منذ أيار 1991، وإن المطالب الواردة في الخطاب سبق أن خاطبنا بها الشعب السعودي بأن حقوقكم لن تنالوها إلا بثورة شعبية، وذلك منذ أكثر من 23 عاماً.